# Sara Larraín
María Sara Larraín Ruiz-Tagle (Santiago, 23 de febrero de 1952) es una ecologista y política chilena, que fue candidata a la Presidencia en la elección correspondiente del año 1999.

## Biografía
Ingresó a la Universidad de Chile en 1972, iniciando estudios en la carrera de antropología. Posteriormente realiza estudios en la Universidad Católica, donde obtiene el título en pedagogía en artes plásticas, titulándose con la tesis "Santiago: espacios públicos y patrimonio cultural". Desde 1978 hasta 1989 se desempeña como académica de las universidades Católica y UMCE, en el área de estética. Entre 1989 y 1993 es miembro fundadora de la oficina para América Latina de Greenpeace, además de colaborar con organizaciones como RENACE (Red Nacional de Acción Ecológica) y organizaciones de estudio acerca de la globalización. Desde 1997 se desempeña como directora del programa «Chile Sustentable», y en 2001 se integró al Consejo Consultivo de la Comisión Nacional del Medio Ambiente de Chile (CONAMA).
Sara Larraín se presentó como candidata independiente a la presidencia de Chile en la elección que se desarrolló en 1999. Apoyada por diferentes grupos ecologistas, consiguió recolectar el 0,5% de las firmas necesarias para presentar su candidatura. En la elección misma obtuvo 31,319 votos, equivalentes 0,44%, ubicándose en el quinto lugar, solo por encima de Arturo Frei Bolívar. Es decir, que obtuvo menos votos que las firmas que reunió para inscribir su candidatura. Al quedar al margen de la segunda vuelta electoral, junto con Gladys Marín (PC) y Tomás Hirsch (PH), todos candidatos aquel año, prestó su apoyo al entonces candidato de la Concertación Ricardo Lagos (PS-PPD), quien a la postre resultaría electo, imponiéndose sobre el candidato conservador Joaquín Lavín (UDI).
Ha sido una firme opositora a proyectos como Pascua Lama, y las represas en la Región de Aisén, además de la implementación de la energía nuclear en su país. Esto le valió distanciarse de los gobiernos de la Concertación, pese a haber tenido un acercamiento inicial. El 4 de mayo de 2013 fue una de las fundadoras del movimiento Marca AC, que buscaba redactar una nueva Constitución Política para Chile mediante el establecimiento de una asamblea constituyente.
En enero de 2021 publicó su libro Ecología y Política, dedicado a las hermanas Berta y Nicolasa Quintremán y en el cual plantea que deberíamos implementar ciertos cambios en nuestra relación con la naturaleza.
Se inscribió como candidata independiente a las elecciones de convencionales constituyentes de 2021, en el distrito 11 (Las Condes, Vitacura, Lo Barnechea, La Reina y Peñalolén), formando parte del pacto Lista del Apruebo.

## Historial electoral

### Presidencia de la República 1999
Resultado de las elecciones de 1999 para la presidencia de la República.
| Candidato                | Partido       | Votos     | %     | Resultado      |
| Ricardo Lagos Escobar    | PPD           | 3.383.339 | 47,96 | Segunda vuelta |
| Joaquín Lavín Infante    | UDI           | 3.352.199 | 47,51 | Segunda vuelta |
| Gladys Marín Millie      | PC            | 225.224   | 3,19  |                |
| Tomás Hirsch Goldschmidt | PH            | 36.235    | 0,51  |                |
| Sara Larraín Ruiz-Tagle  | Independiente | 31.319    | 0,44  |                |
| Arturo Frei Bolívar      | Independiente | 26.812    | 0,38  |                |

### Elecciones de convencionales constituyentes de 2021
- Elecciones de convencionales constituyentes por el distrito 11 (Peñalolén, Las Condes, La Reina, Vitacura y Lo Barnechea), Región Metropolitana[15]

| Candidato                   | Pacto                          | Partido | Votos  | %     | Resultado                  |
| --------------------------- | ------------------------------ | ------- | ------ | ----- | -------------------------- |
| Marcela Cubillos Sigall     | Vamos por Chile                | ILXP    | 84 055 | 21,85 | Convencional constituyente |
| Hernán Larraín Matte        | Vamos por Chile                | Evopoli | 29 373 | 7,63  | Convencional constituyente |
| Constanza Schonhaut Soto    | Apruebo Dignidad               | CS      | 21 536 | 5,60  | Convencional constituyente |
| Constanza Hube Portus       | Vamos por Chile                | UDI     | 18 804 | 4,89  | Convencional constituyente |
| Bernardo Fontaine Talavera  | Vamos por Chile                | ILXP    | 16 745 | 4,35  | Convencional constituyente |
| Soledad Mella Vidal         | La Lista del Pueblo            | ILXT    | 12 839 | 3,34  |                            |
| Paulina Kantor Pupkin       | Vamos por Chile                | Evopoli | 12 453 | 3,24  |                            |
| Patricio Fernández Chadwick | Lista del Apruebo              | Ind-PL  | 11 886 | 3,09  | Convencional constituyente |
| Sara Larraín Ruiz-Tagle     | Lista del Apruebo              | ILYB    | 11 320 | 2,95  |                            |
| Henry Boys Loeb             | Independiente (Fuera de Pacto) | Ind.    | 11 022 | 2,87  |                            |
| Mariana Aylwin Oyarzún      | Independientes por Chile       | ILZY    | 10 690 | 2,78  |                            |
| Carolina Pérez Dattari      | Apruebo Dignidad               | RD      | 4 393  | 1,14  |                            |
| Javiera Toro Cáceres        | Apruebo Dignidad               | COM     | 4 389  | 1,14  |                            |

## Publicaciones
- 2021: Ecología Y Política, Taurus, ISBN 9789569635533